# S.O.C.

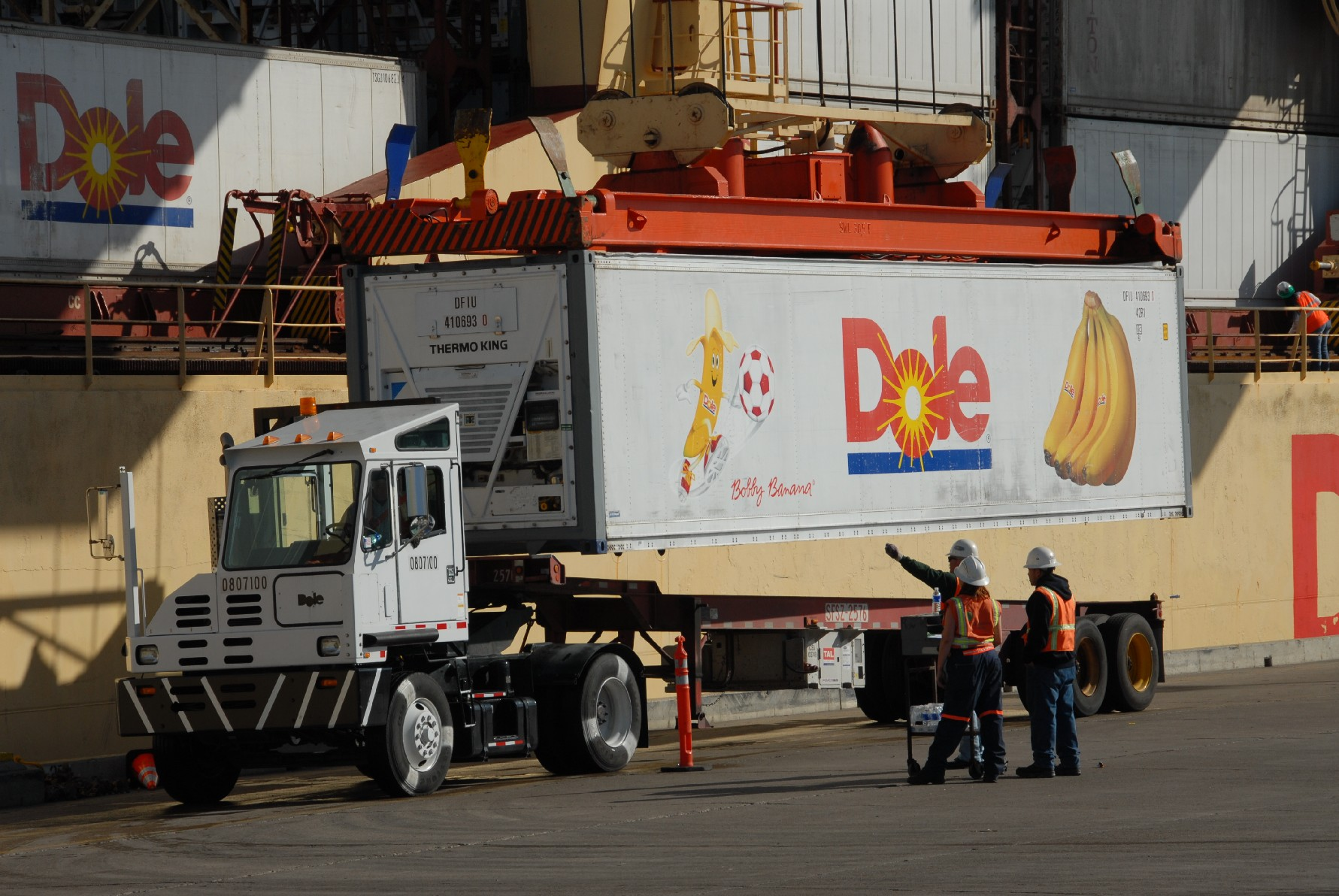
ドール社のコンテナ

S.O.C.とは、海上コンテナの中で荷主（シッパー）が所有するコンテナのこと。
スペルアウトとしては
- Shipper's own Container
- Shipper owner Container
- Shipper own Container [1]

等の略語として規定されている。対義語はCOC（Carrier's Own Container）。
通常、海上コンテナは船会社ないしリース会社が所有しているものをブッキングした荷主に貸し出す形式を取っている。しかし、タンクコンテナ等、特殊用途に使用されることが多いコンテナは使用頻度が少ないため高コストであり、船会社所有のものはドライコンテナ等と比べて数が少ない状態にある。そのため、荷主・NVOCC自身がコンテナを所有し、必要に応じて使用する形式が取られる。
この荷主・NVOCCが所有するコンテナをS.O.C.と呼ぶ。